# Mapeamento do potencial mineral
O Mapeamento do potencial mineral é um conjunto de procedimentos conduzidos com o objetivo de localizar áreas com potencial para ocorrência de um determinado tipo de depósito mineral. Tipicamente os mapas do potencial mineral são obtidos após a integração de dados geofísicos e geológicos como, por exemplo, dados litológicos, topográficos, magnéticos, gravimétricos e radiométricos. Esses dados são representados espacialmente através de malhas regulares (i.e., malhas de dados com espaçamento constante nas direções latitudinais e longitudinais). O resultado final da integração é um mapa do potencial mineral onde cada ponto da malha regular recebe um valor classificatório, normalmente situado dentro do intervalo [0,1], indicando o potencial para ocorrência do mineral naquele ponto. Três tipos de métodos de classificação de dados podem ser utilizados para o mapeamento do potencial mineral: (i) métodos supervisionados; (ii) métodos não-supervisionados; (iii) métodos híbridos.
Os métodos supervisionados são utilizados quando a área de estudo contém pontos onde estão presentes as mineralizações de interesse. Vários métodos deste tipo (e.g. redes neurais artificiais, pesos de evidência e regressão logística) podem ser utilizados para identificar relações espaciais entre as mineralizações e os dados geofísicos e geológicos em toda a área de estudo.
Os métodos não-supervisionados são adequados para estudos em áreas onde estão disponíveis poucas informações sobre as mineralizações. Neste caso o intérprete utiliza seu conhecimento sobre a metalogênese dos minerais na área em questão e como essas informações podem estar refletidas nos dados geofísicos e geológicos. Alguns métodos que podem ser utilizados para este fim são métodos que incorporam Lógica Fuzzy e os Mapas Auto-Organizáveis.
Os métodos híbridos são métodos que procuram combinar componentes supervisionadas e não-supervisionadas dentro de um único procedimento.